# ミラノ・フプツェイ
もしかして
- ミラン・フプツェイ

ではありませんか？